# Kobra and the Lotus
I Kobra and the Lotus sono un gruppo musicale heavy metal canadese, fondato nel 2009 dalla cantante Brittany "Kobra" Paige.

## Storia

### Primi anni (2009-2011)

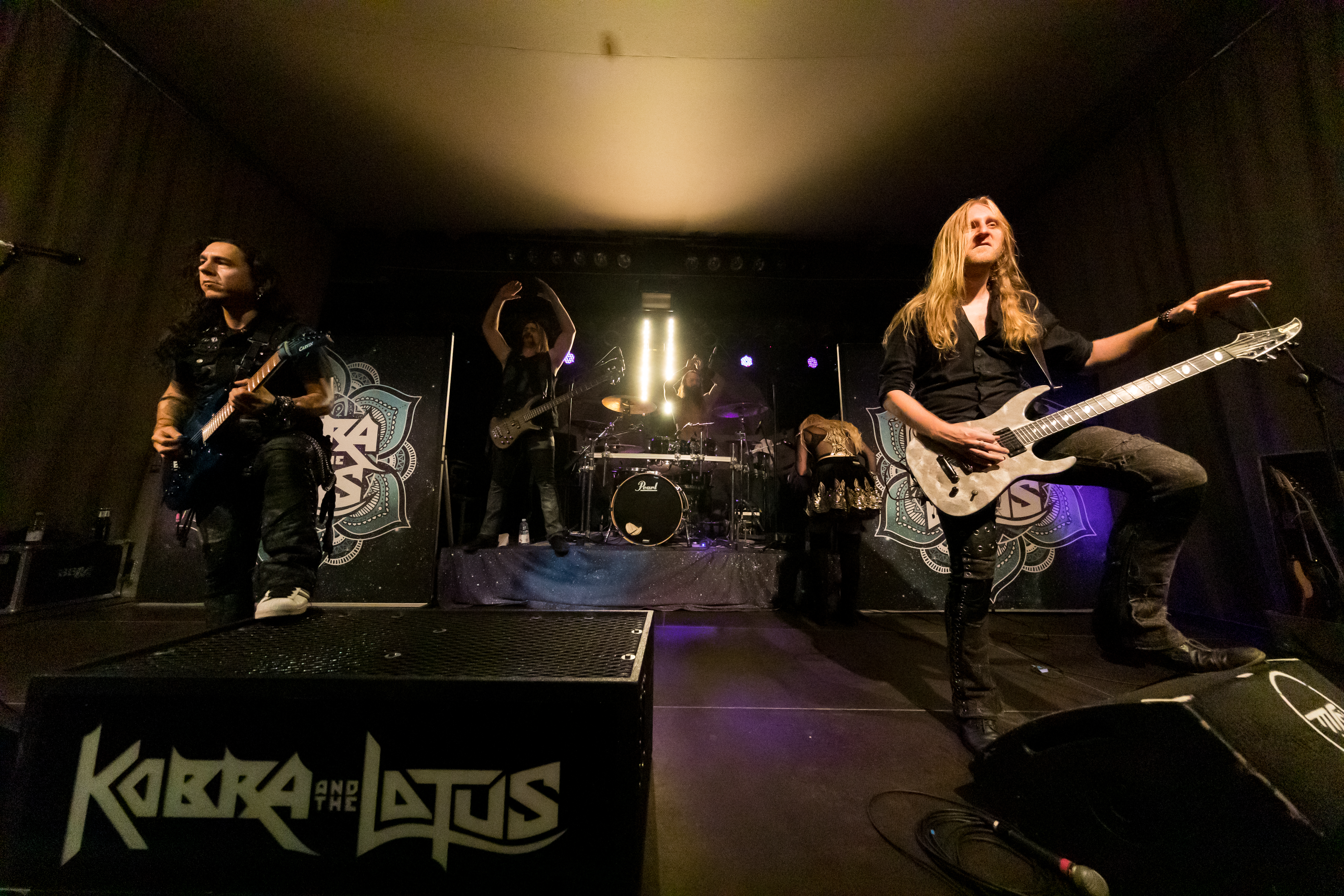
I Kobra and the Lotus al Female Metal Voices 2018

Nel 2009, la band viene fondata dalla cantante Brittany "Kobra" Paige insieme ai chitarristi Matt Van Wezel e Chris Swenson. Il trio cominciò a registrare alcune canzoni, prodotte inizialmente dal musicista canadese Greg Godovitz dei Goddo. Al trio si aggiunsero il bassista Ben Freud e il batterista Griffin Kissack durante le registrazioni dell'album Out of the Pit. La band pubblicò alcune canzoni sul proprio profilo Myspace nel 2009 e nel 2010 Metal Hammer contattò Kobra Paige per inserirla nel Metal Hammer Maidens of Metal 2010 Calendar.
Dopo la pubblicazione di Out of the Pit e un tour nel Canada nel 2010, la band si separò da Ben Freud e Matt Van Wezel. Il gruppo bandì un concorso per trovare un nuovo chitarrista e un nuovo bassista; verranno scelti Peter Dimov al basso e Tim Brown alle chitarre, poco prima del tour estivo del 2011.

### Contratto con la Simmons/Universal (2012-2016)
Dopo aver pubblicato il loro primo album grazie ad un'etichetta indipendente, il gruppo inizia a registrare il secondo album tra febbraio e aprile 2011, grazie al produttore Julius Butty e parte per un tour che tocca varie città del Regno Unito. Il manager della band, Susan Bullen, era in contatto con molte etichette per promuovere l'album della band. Riuscì a contattare Mark Spicoluk della Universal Music e a fargli ascoltare alcune tracce del disco. Mark pensò che Gene Simmons poteva essere interessato a pubblicare l'album della band. Poco tempo dopo, infatti, Simmons chiamò il manager della band per proporle un contratto con la Simmons/Universal. Dopo la firma, la band entra in studio per registrare nuovamente l'album omonimo con un missaggio migliore, quattro nuove tracce e un nuovo produttore, Kevin Churko. Dopo la fine delle registrazioni, Chris Swenson lasciò la band e venne rimpiazzato da Jasio Kulakowski. L'album viene pubblicato nell'agosto 2012, con l'etichetta Spinefarm Records per il mercato britannico ed europeo e con la Universal Music in altri 138 paesi.
Il 21 aprile 2014, Griffin Kissack lascia il gruppo.
Il 24 giugno 2014 è stato pubblicato il terzo album in studio del gruppo, intitolato High Priestess.
L'8 giugno 2015 viene annunciato l'EP Words of the Prophets, composto interamente da cover e successivamente pubblicato il 28 agosto 2015 dalla Titan Music.
Nel novembre 2015 il gruppo ha lanciato una campagna sul sito pledgemusic.com per permettere ai fan di finanziare la realizzazione del quarto album in studio.

### Prevail IePrevail II(2016-presente)
Il 21 gennaio, pochi giorni dopo la conclusione della campagna di crowdfunding, il gruppo ha annunciato Marcus Lee come nuovo batterista del gruppo. Nello stesso giorno, il gruppo ha dichiarato che le registrazioni del quarto album in studio, un doppio CD intitolato Prevail, cominceranno a febbraio. Nell'agosto 2016 il gruppo firma un contratto con l'etichetta Napalm Records.
Il 9 settembre 2016 il gruppo pubblica il singolo TriggerPulse, primo singolo estratto dall'album Prevail. Nello stesso giorno, il gruppo ha rivelato che Prevail sarebbe stato pubblicato in due volumi separati: il primo Prevail I pubblicato nel febbraio 2017 e Prevail II pubblicato nell'ottobre 2017. Il 17 febbraio 2017 in concomitanza con la presentazione del singolo Gotham, la data di pubblicazione di Prevail I viene spostata al 12 maggio 2017; a marzo il gruppo rende disponibile per l'ascolto il brano You Don't Know.
Il 27 aprile 2018 viene pubblicato Prevail II, anticipato il 1º marzo dal singolo Losing My Humanity, il 3 aprile da Let Me Love You e il 26 aprile da The Chain, cover del brano dei Fleetwood Mac.
A supporto del disco, il gruppo ha eseguito il tour Prevail Tour Europe 2018 con date in Portogallo, Spagna, Francia e Svizzera, ed ha avuto come special guest la band metal italiana Ravenscry.

## Formazione

### Formazione attuale
- Brittany "Kobra" Paige – voce (2009-presente)
- Jasio Kulakowski – chitarra (2012-presente)
- Charlie Parra del Riego – chitarra (2012-presente)
- Brad Kennedy – basso (2013-presente)
- Marcus Lee – batteria (2016-presente)

### Ex componenti
- Chris Swenson – chitarra ritmica (2009-2012)
- Ben Freud – basso (2009-2010)
- Richard Jackson – basso (2010)
- Matt Van Wezel – chitarra solista (2009-2010)
- Timothy Vega – chitarra (2011-2012)
- Pete Z Dimov – basso (2011-2013)
- Lord Griffin Kissack – batteria (2009-2014)
- Bones Elias – batteria (2014-2015)

## Discografia
Album in studio
- 2010 – Out of the Pit
- 2012 – Kobra and the Lotus
- 2014 – High Priestess
- 2017 – Prevail I
- 2018 – Prevail II
- 2019 – Evolution

EP
- 2015 – Words of the Prophets

Singoli
- 2012 – 50 Shades of Evil
- 2012 – Forever One
- 2013 – Sanctuary
- 2015 – Zombie
- 2016 – TriggerPulse
- 2017 – Gotham
- 2018 – Losing My Humanity
- 2018 – Let Me Love You